# Vincenc Mašek
Vincenc Václav Mašek, parfois appelé Vincent Maschek ou Vincenzo Maschek, né le 5 avril 1755 à Zvíkovec (Zwikowetz) et mort le 15 novembre 1831 à Prague, est un compositeur bohémien de musique classique, également pianiste et virtuose de l'harmonica de verre.

## Biographie
Venceslaus Vincentius Mašek, fils de Tomáš Mašek, naît le 5 avril 1755 à Zvíkovec (Zwikowetz) dans le royaume de Bohême,,.
Il est initié à la musique par son père Tomáš  Mašek, puis étudie ensuite la composition et le pianoforte avec František Xaver Dušek et l'harmonie et le contre-point avec Josef Seger à Prague,,.
Sous le nom de Vincenc Mašek, il parcourt ensuite l'Allemagne comme pianiste et se produit à Berlin, Dresde, Halle, Leipzig et Hambourg, et également à Copenhague au Danemark.
Il épouse en 1781 son élève Marie (Johanna) Nepomucena Prauß (1764–1808).
En 1794, Mašek devient maître de chapelle à l'église Saint-Nicolas de Prague (St. Nikolaus auf der Kleinseite), un poste qu'il conserve jusqu'à sa mort en 1831,,. Vers la même époque, il devient également chef de chœur à l'église Notre-Dame-des-Neiges de Prague.
Deux ans plus tard, en 1796, il est chargé par la députation des États de Bohême de composer une cantate qui est exécutée au théâtre national en l'honneur du prince Charles, généralissime des armées autrichiennes.
Vers 1802, Vincenc Mašek devient également éditeur de musique et propriétaire d'un magasin de musique,.
Vincenc Mašek meurt à Prague le 15 novembre 1831,,,,.
Son frère Pavel Mašek (ou Paul Maschek) et ses fils Gašpar (1794–1873) et Albín (1804–1878) étaient également musiciens.

## Réputation, influence et élèves
Selon John W. Moore (en 1852), Vincenc Mašek a été un de ceux qui ont amélioré l'harmonica de verre, dont il jouait de manière magistrale.
Toujours selon Moore, Mašek possédait un don particulier pour communiquer ses connaissances, ce qui l'amena à former une nombre considérable d'excellents élèves.
Dans son édition de 1800, le périodique Allgemeine musikalische Zeitung de Leipzig le qualifiait de compositeur réfléchi et charmant et de meilleur pianiste.

## Œuvre
Vincenc Mašek a composé deux opéras, des lieder, des messes, des cantates, des concertos pour piano, des sonates pour piano, des œuvres pour harmonica de verre, de la musique de chambre et des symphonies, :
- poèmes de Sophie Albrecht, mis en musique avec accompagnement de piano, Prague, 1791 ;
- 25 Lieder für Kinder von Spielman. Mit F. Duschek gemeinschaftlich gesetzt, 1792
- Le Navigateur aux Indes orientales, opéra en langue tchèque, représenté à Prague au Théâtre national ;
- Die Spiegelritter, opéra représenté au Théâtre national le 7 mars 1794 ;
- Sentiment de reconnaissance de la Bohême pour son libérateur, l'archiduc Charles, (Böhmens Dankgefül, eine kantate von Maissner) exécuté au Théâtre national de Prague par cent musiciens le 18 novembre 1796 ;
- Chant du matin pour toutes les religions raisonnables, Prague, 1796 ;
- Hymne an die Gottheit, 1800 ;
- concertino pour le clav. à quatre mains, avec deux flûtes, deux clarinettes, deux cors et deux bassons, Leipzig, Breitkopf & Härtel, 1802 ;
- sonate pour le clav. à quatre mains, Leipzig, Breitkopf & Härtel, 1802 ;
- Plainte et consolation sur la tombe d'un ami, cantate à voix seule, avec accompagnement de piano, Prague, 1803 ;
- chansons à voix seule, avec accompagnement de piano, Prague, 1803 ;
- dix variations sur un air de danse d'Alceste, Prague, Haast, 1803 ;
- grande sonate pour pianoforte et violon, Leipzig, Breitkopf & Härtel, 1807 ;
- cantate exécutée le 10 février 1808 à l'occasion du mariage de l'empereur François 1er avec Marie Béatrix (1808) ;
- 8 messes solennelles et 34 motets à quatre voix et orchestre ;
- symphonies à grand orchestre ;
- grand concerto pour le piano, avec orchestre complet, quatre cors, trompettes et timbales ;
- quatuor concertant pour piano, flûte, violon et violoncelle, Prague, Berra ;
- sonates pour piano seul ;
- douze variations pour piano sur un air allemand, Leipzig, Breitkopf & Härtel ;
- six petits rondeaux faciles pour le piano, Bonn, Simrock ;
- sonate pour l'harmonica de verre ;
- variation pour harmonica de verre et piano ;
- fantaisie pour harmonica de verre et orchestre ;
- duo pour deux harmonicas de verre ;
- plusieurs recueils de chansons avec accompagnement de piano, Prague et Leipzig ;

Cependant, pour John W. Moore (1852), on ne peut pas dire avec certitude si les symphonies sont de la plume de Vincenc Mašek ou de celle de son frère Pavel Mašek (Paul Maschek).

## Enregistrements
- 1968 : Serenata in Dis par le Collegium Musicum Pragense (LP Družecký, Mašek, Kramář - Serenades For Wind Instruments, Supraphon SUA ST 59764)
- 1978 : Partitas for Harpsichord and Wind Sextet / Serenata In Dis for Wind Octet / Compositions for Glass Harmonica par le Collegium Musicum Pragense, dir. František Vajnar (LP Supraphon 111 2424)
- 1980 : Partita in D par le Collegium Musicum Pragense (LP Czech Pastoral Partitas, Mašek - Havel - Fiala - Pichl, Supraphon 1111 2616)
- 1981 : Sinfonia in Dis par le Prague Chamber Orchestra, dir. František Vajnar (LP Václav Vincenc Masek - Frantisek Vincenc Kramár-Krommer, Supraphon 1110 2809)
- 1990 : Serenate in Dis (a due chori) par le Collegium Musicum Pragense et autres solistes (LP Krommer-Kramář, Družecký, Mašek, Mysliveček (LP Supraphon 111 0097-1 031)
- 1991 : Motetto pastorale in A par le chœur Chorea Academica et le Benda Chamber orchestra (CD Czech Christmas Arias and Pastorals, Panton 8110332)
- 1993 : Quem Vidistis Pastores par le chœur Kühn et l'orchestre de chambre de Prague, dir. Martin Turnovsky (CD Pastores surgite : Latin pastorals of the Czech classical period, Panton 8111842)
- 1996 : Das Veilchen in Mai par Claron McFadden (soprano) et Bart Van Oort (forte-piano) (CD Bohemian Songs, label Columns, référence 99194)
- 1997 : Six variations pour harmonica de verre par Ingeborg Emge (CD Gallo CD-940)
- 1998 : Serenada in Dis par les Westdeutsche Bläsersolisten (CD Böhmische Bläserserenaden, Ars Produktion FCD 368 357)
- 2000 : Partitas and Concertos for Harpsichord and Winds par le Budapest Wind Ensemble (CD Hungaroton HCD 31918)